# Duševna motnja
Duševna motnja je sprememba duševnega funkcioniranja, ki je bolezenska ali izrazito odmaknjena od norme.
Duševna bolezen je na bolezenskem procesu temelječa duševna motnja.